# Karl Willigis Eckermann
Karl Willigis Eckermann OESA (* 29. November 1934 in Rhumspringe) ist ein deutscher Ordenspriester und römisch-katholischer Theologe. 

## Leben
Er wurde 1966 in Freiburg im Breisgau promoviert. Von 1969 bis 1970 lehrte er als Professor adiunctus am Internationalen Kolleg St. Monica Rom. Wissenschaftlicher Mitarbeiter am SFB 8 in Tübingen war er von 1970 bis 1973. Am Zentrum für Augustinus-Forschung Würzburg wirkte er von 1973 bis 1976 und 1978 bis 1981. An der Albert-Ludwigs-Universität Freiburg wurde er 1977 habilitiert. An die Universität Osnabrück, Standort Vechta wurde er 1982 zum Professor berufen. Seit 2000 ist er Professor im Ruhestand der Universität Vechta. Er lebt im Augustinerkloster Würzburg.
Seine Forschungsinteressen sind katholische Dogmatik, Theologiegeschichte des Spätmittelalters und Editionen der theologischen Werke mittelalterlicher Vertreter der Augustinerschule (u. a. Hugolin von Orvieto und Simon Fidati von Cascia).

## Schriften (Auswahl)
- Gottschalk Hollen OESA († 1481). Leben, Werke und Sakramentenlehre (= Cassiciacum. Band 22). Augustinus-Verlag, Würzburg 1967, ISBN 3-7613-0020-4 (zugleich Dissertation, Freiburg 1966).
- Der Physikkommentar Hugolins von Orvieto OESA. Ein Beitrag zur Erkenntnislehre des spätmittelalterlichen Augustinismus (= Spätmittelalter und Reformation. Texte und Untersuchungen. Band 5). De Gruyter, Berlin 1972, ISBN 3-11-003714-9.
- als Herausgeber mit Cornelius Petrus Mayer: Scientia Augustiniana. Studien über Augustinus, den Augustinismus und den Augustinerorden. Festschrift P. Dr. theol. Dr. phil. Adolar Zumkeller OSA zum 60. Geburtstag (= Cassiciacum. Band 30). Augustinus-Verlag, Würzburg 1975, OCLC 871678946.
- Wort und Wirklichkeit. Das Sprachverständnis in der Theologie Gregors von Rimini und sein Weiterwirken in der Augustinerschule (= Cassiciacum. Band 33). Augustinus-Verlag, Würzburg 1978, ISBN 3-7613-0113-8 (zugleich Habilitationsschrift, Freiburg 1977).
- als Herausgeber: Opera inedita historiam XXII sessionis Concilii Basiliensis respicientia. Augustini de Roma [Augustinus de Favaronibus] Contra qosdam errores Haereticorum et Defensorium sacramenti unitatis Christi et ecclesiae atque Henrici [Heinrich] Kalteisen. Propositiones in condemnatione libelli Augustini de Roma (= Corpus scriptorum Augustinianorum. Band 6). Augustinianum, Rom 1978, OCLC 252302670.
- als Herausgeber: Hugolini de Urbe Veteri OESA Commentarius in quattuor libros sententiarum (= Cassiciacum. Supplementbände).
  - Band 1 (= Cassiciacum. Supplementband 8)., Augustinus-Verlag, Würzburg 1980, ISBN 3-7613-0121-9.
  - Band 2 (= Cassiciacum. Supplementband 9)., Augustinus-Verlag, Würzburg 1984, ISBN 3-7613-0130-8.
  - Band 3 (= Cassiciacum. Supplementband 10)., Augustinus-Verlag, Würzburg 1986, ISBN 3-7613-142-1.
  - Band 4 (= Cassiciacum. Supplementband 10)., Augustinus-Verlag, Würzburg 1988, ISBN 3-7613-0151-0.
- als Herausgeber: Gregorii Ariminensis lectura super primum et secundum sententiarum. Band 1 Super primum. Prologus ( Dist 1–6) (= Spätmittelalter und Reformation. Texte und Untersuchungen. Band 6). De Gruyter, Berlin 1981, ISBN 3-11-004950-3.
- als Herausgeber mit Edgar Papp: Martin Luther. Annäherungen und Anfragen (= Vechtaer Universitätsschriften. Band 1). Vechtaer Druckerei und Verlag, Vechta 1985, ISBN 3-88441-105-5.
- als Herausgeber mit Joachim Kuropka: Der Mensch und die Natur. Wege und Perspektiven (= Vechtaer Universitätsschriften. Band 2). Vechtaer Druckerei und Verlag, Vechta 1986, ISBN 3-88441-011-3.
- als Herausgeber mit Ralph Sauer und Franz Georg Untergaßmair: Sakramente. Heilszeichen für das Leben der Welt (= Vechtaer Universitätsschriften. Band 3). Vechtaer Druckerei und Verlag, Vechta 1987, ISBN 3-926720-00-X.
- als Herausgeber mit Joachim Kuropka: Neubeginn 1945 zwischen Kontinuität und Wandel (= Vechtaer Universitätsschriften. Band 4). Vechtaer Druckerei und Verlag, Vechta 1988, ISBN 3-926720-01-8.
  - als Herausgeber mit Joachim Kuropka: Neubeginn 1945 zwischen Kontinuität und Wandel (= Vechtaer Universitätsschriften. Band 4). 2. Auflage, Vechtaer Druckerei und Verlag, Vechta 1989, ISBN 3-926720-01-8.
- als Herausgeber mit Joachim Kuropka: Oldenburger Profile (= Vechtaer Universitätsschriften. Band 6). Vechtaer Druckerei und Verlag, Vechta 1989, ISBN 3-926720-03-4.
- als Herausgeber: Schwerpunkte und Wirkungen des Sentenzenkommentars Hugolins von Orvieto O.E.S.A. (= Cassiciacum. Band 42). Augustinus-Verlag, Würzburg 1990, ISBN 3-7613-0159-6.
- Kreuzweg Jesu Christi als Lebensweg des Christen. Augustinus-Verlag, Würzburg 1991, ISBN 3-7613-0163-4.
- als Herausgeber mit Achim Krümmel: Repertorium annotatum operum et translationum S. Augustini. Lateinische Editionen und deutsche Übersetzungen (1750–1920) (= Cassiciacum. Band 43,1). Augustinus-Verlag, Würzburg 1992, ISBN 3-7613-0166-9.
- als Herausgeber: ... und immer wieder das Buch.Jesus Christus – die Mitte der Offenbarung. Eine Ausstellung zum Jahr der Bibel. Vechtaer Druckerei und Verlag, Vechta 1992, ISBN 3-88441-102-0.
- als Herausgeber mit Karl Josef Lesch: Dem Evangelium verpflichtet. Perspektiven der Verkündigung in Vergangenheit und Gegenwart. Butzon & Bercker, Kevelaer 1992, ISBN 3-7666-9785-4.
- als Herausgeber mit Bernd Ulrich Hucker: Hugolin von Orvieto. Ein spätmittelalterlicher Augustinertheologe in seiner Zeit (= Vechtaer Universitätsschriften. Band 9). Runge, Cloppenburg 1992, ISBN 3-926720-08-5.
- als Herausgeber mit Ralph Sauer und Franz Georg Untergaßmair: Erlösung durch Offenbarung oder Erkenntnis? Zum Wiedererwachen der Gnosis (= Vechtaer Beiträge zur Theologie. Band 1). Butzon & Bercker, Kevelaer 1992, ISBN 3-7666-9797-8.
- mit Achim Krümmel: Johann Alfons Abert (1840–1905). Ein unbekannter Augustinusübersetzer aus dem 19. Jahrhundert (= Cassiciacum. Band 43,3). Augustinus-Verlag, Würzburg 1993, ISBN 3-7613-0170-7.
- als Herausgeber mit Friedrich Janssen, Ralph Sauer und Franz Georg Untergaßmair: Das Kreuz – Stein des Anstoßes (= Vechtaer Beiträge zur Theologie. Band 3). Butzon und Bercker, Kevelaer 1996, ISBN 3-7666-0079-6.
- als Herausgeber mit Karl Josef Lesch, Friedrich Janssen, Ralph Sauer und Franz Georg Untergaßmair: In der Kraft des Heiligen Geistes. Wovon die Kirche lebt (= Vechtaer Beiträge zur Theologie. Band 5). Butzon und Bercker, Kevelaer 1998, ISBN 3-7666-0171-7.
- als Herausgeber: Simon Fidati de Cassia OESA De gestis Domini Salvatoris (= Cassiciacum. Supplementbände).
  - Band 1 (= Cassiciacum. Supplementband 12)., Augustinus-Verlag, Würzburg 1998, ISBN 3-7613-0188-X.
  - Band 2 (= Cassiciacum. Supplementband 13)., Augustinus-Verlag, Würzburg 1998, ISBN 3-7613-0189-8.
  - Band 3 (= Cassiciacum. Supplementband 14)., Augustinus-Verlag, Würzburg 1999, ISBN 3-7613-0192-8.
  - Band 4 (= Cassiciacum. Supplementband 15)., Augustinus-Verlag, Würzburg 2000, ISBN 3-7613-0195-2.
  - Band 5 (= Cassiciacum. Supplementband 16)., Augustinus-Verlag, Würzburg 2001, ISBN 3-7613-0199-5.
  - Band 6 (= Cassiciacum. Supplementband 17)., Augustinus-Verlag, Würzburg 2002, ISBN 3-7613-0202-9.
  - Band 7 (= Cassiciacum. Supplementband 18)., Augustinus-Verlag, Würzburg 2003, ISBN 3-7613-0206-1.
- als Herausgeber: Simon Fidati de Cassia OESA L’ordine della vita cristiana (= Cassiciacum. Supplementband 19). Augustinus-Verlag, Würzburg 2006, ISBN 3-7613-0115-4.
- Pater Engelbert Eberhard (1893–1958). Augustiner, Provinzial, General. Eine Biographie (= Studia Augustiniana historica. Band 18). Pubblicazioni Agostiniane, Rom 2012, ISBN 978-3-429-03528-0.
- P. Klemens Fuhl. Nahe bei Gott – nahe bei den Menschen. Ein augustinisches Lebensbild. Bayerisch-Deutsche Provinz der Augustiner, Würzburg 2016, ISBN 978-3-00-053427-0.